# Коєй-Мару
«Коєй-Мару» (厚榮丸, Koei Maru) — судно, яке під час Другої світової війни взяло участь в операціях японських збройних сил на Каролінських островах.
«Коєй-Мару» спорудили в 1941 році на верфі Amasaki Dock для компанії Amakasu Sangyo Kisen.
1 грудня 1942 року судно реквізували для потреб Імперського флоту Японії. Після цього його переобладнали у сітьовий загороджувач та включили до складу 58-го дивізіону мисливців за підводними човнами.
21 вересня 1942 року за три десятки кілометрів на південь від атолв Трук (Чуук) у центральній частині Каролінських островів (тут була розташована головна база японського ВМФ в Океанії) «Коєй-Мару» був торпедований та потоплений американським підводним човном USS Trout.